# Luz Estella Luengas
Luz Estella Luengas (Medellín, Kolumbija) kolumbijska je glumica i model. Najpoznatija je po ulozi Zoraide u telenoveli Klon.

## Karijera
Luz Estella Luengas karijeru je započela 1991. glumeći u televizijskoj seriji ¿Por qué mataron a Betty?. 1992. tumačila je Anu Maríju Franco u televizijskoj seriji Padres e hijos. 2000. glumila je u La reina de Queens, Kalibre 35 i Entre amores. Od 2001. do 2009. sudjeluje u mnogim televizijskim serijama i telenovelama. 2010. dobiva ulogu Zoraide u telenoveli Klon što je ujedno i njena najpoznatija uloga.

## Filmografija
| Godina        | Naslov                       | Uloga               |
| ------------- | ---------------------------- | ------------------- |
| 2010.         | Klon                         | Zoraide             |
| 2009.         | Gabriela giros del destino   | Olga de Rueda       |
| 2008.         | La traición                  | Esther de Obregon   |
| 2006.         | Karmma, el peso de tus actos | Noemí de Valbuena   |
| 2006.         | Visitas                      | Alicia              |
| 2004.         | Nauči me voljeti             | Clementina Divas    |
| 2002.         | Te busco                     | -                   |
| 2002.         | Osveta                       | Yolanda Díaz (Yaya) |
| 2001.         | Bogotá 2016                  | Mamá                |
| 2001.         | Luzbel esta de visita        | Paulina Estrada     |
| 2000.         | Entre amores                 | -                   |
| 2000.         | Kalibre 35                   | Menadžer banke      |
| 2000.         | La reina de Queens           | -                   |
| 1997.         | Yo amo a Paquita Gallego     | Tatiana Martin      |
| 1996.         | Cazados                      | Carlota             |
| 1992. – 1999. | Padres e hijos               | Ana María Franco    |
| 1991.         | ¿Por qué mataron a Betty?    | -                   |

## Napomene
1. ↑  Carla Giraldo - Biografía y Datos Generales. Inačica izvorne stranice arhivirana 16. siječnja 2010. Pristupljeno 19. ožujka 2011. journal zahtijeva |journal= (pomoć)